# فرانك فيرتوسيك
فرانك فيرتوسيك الابن (بالإنجليزية: Frank Vertosick, Jr.) هو طبيب أعصاب أمريكي. يشتهر فيرتوسيك بأنه صاحب كتاب «عندما يضرب الهواء دماغك: حكايات جراحة المخ والأعصاب» الذي يسلط الضوء على تدريبه لإجراء العمليات الجراحية العصبية. كما كتب لماذا تؤذي: التاريخ الطبيعي للألم (2000) والعبقرية في: اكتشاف الذكاء من كل شيء حي (2002).

## حياته وعمله
وُلد فيرتوسيك في عام 1955 في هادرويك، بنسلفانيا. التحق فيرتوسيك بجامعة بيتسبرغ حيث تخصص في الفيزياء قبل دخول كلية الطب بجامعة بيتسبرغ. وظل في جامعة بيتسبرغ ليكمل تدريبه في مجال جراحة المخ والأعصاب. بعد الإقامة، شغل فيرتوسيك منصب الرئيس المساعد لجراحة المخ والأعصاب والمدير المساعد لعلم الأورام العصبي في مستشفى غرب بنسلفانيا في بيتسبرغ. تقاعد فيرتوسيك من وظيفته كجراح بسبب مرض باركنسون في عام 2002، ولكنه لا يزال يعالج المرضى في واشنطن، بنسلفانيا.
حصل فيرتوسيك أيضًا على الحزام الأسود في رياضة تانغ سو دو، كما شغل منصب مستشار لكاتب برنامج الدراما التلفزيونية شيكاغو هوب.

## مؤلفاته
- «عندما يضرب الهواء دماغك: حكايات جراحة المخ والأعصاب»
- «لماذا تؤذي: التاريخ الطبيعي للألم (2000)»
- «العبقرية في: اكتشاف الذكاء من كل شيء حي (2002).»

## روابط خارجية
- When the Air Hits Your Brain on Amazon.com
- Dr. Frank Vertosick Interview